# Полиция будущего (фильм, 1999)
«Полиция будущего» (кит. трад. 特警新人類, упр. 特警新人类, англ. Gen-X Cops) — гонконгский криминальный боевик 1999 года режиссёра Бенни Чана. В главной роли снимался Николас Се.
Джеки Чан выступил в фильме в качестве исполнительного продюсера, а также сыграл камео-роль бедного гонконгского рыбака.

## Сюжет
Босс якудза Акатора похищает реактивное топливо в Гонконге, чтобы затем его перепродать террористам с помощью местного гангстера Дэниела. Управление гонконгской полиции формирует отряд из нескольких копов, которые должны вернуть украденное топливо, ликвидировать Акатору и предотвратить террористический акт.

## В ролях
- Николас Се — Джек, лидер полицейского отряда
- Стивен Фанг — «Мэтч» Янг, офицер полиции
- Сэм Ли — «Чужой» Ли, офицер полиции
- Грейс Ип — Y2K, офицер полиции, технический специалист
- Тору Накамура — Акатора, босс японской мафии
- Дэниел Ву — Дэниел, помощник Акаторы
- Эрик Цан — инспектор Чень
- Джеки Чан — бедный рыбак (камео)
- Брэдли Джеймс Аллан — головорез Акаторы
- Френсис Ын — Лок

## Продолжение
В 2000 году вышло продолжение под названием «Спецназ нового поколения» (англ. Gen-Y Cops). Из прежнего актёрского состава остались только Стивен Фанг и Сэм Ли. Также в одной из центральных ролей был задействован Пол Радд.